# Jan Augustijn van den Cruyce
Jan Augustijn van den Cruyce was burgemeester van Antwerpen gedurende een periode van 13 jaar in het Oostenrijkse tijdvak, eerst als binnenburgemeester (1772-1775) en vervolgens als buitenburgemeester (1776-1785).
Als 'eerste borgemeester' ontving en begeleidde hij op 7 juni 1776  de toenmalige prins en prinses van Oranje op staatsbezoek in zijn stad. 
Hij was de vierde op rij in familielijn die deze functie bekleedde. Zowel zijn vader Paschier Jan Augustijn, zijn grootvader Paschier Ignatius als zijn overgrootvader Frans Paschier waren hem reeds voorgegaan als burgemeester van Antwerpen. 